# クール (スイス)
座標: 北緯46度51分0秒 東経9度32分0秒 / 北緯46.85000度 東経9.53333度
クール（ドイツ語: Chur）は、スイス、グラウビュンデン州の北部に位置する基礎自治体 ( ポリティッシェ・ゲマインデ ) で、同州の州都である。都市としての称号 (Stadt) を有している。Churというつづりは、標準のドイツ語ではフール[xuːr]と発音するが、グラウビュンデン地方ではクール[kuːr]と発音される。また、ロマンシュ語ではCuira（クイラ[ˈkujra]）、イタリア語ではCoira（コイラ[ˈkɔjra]）、フランス語ではCoire、ラテン語ではCuria、Curia Rhaetorum、Curia Raetorumとなる。

## 概要
クールは標高593 メートルの位置にあり、プレスール川（Plessur river）がシャンフィグ谷（Schanfigg valley）から流れ出す位置の右岸にあり、プレスール川がライン川に合流する地点の1 マイルほど上流に当たる。ほぼ完全にアルプス山脈に囲まれており、深いシャンフィグ谷への入口を守るミッテンベルク（Mittenberg、東側）とピツォケル（Pizokel、南側）の丘に囲まれている。
クールには約3万5000人の住民がおり、話されている言葉はスイスドイツ語、イタリア語、ロマンシュ語などである。1900年の時点で、11,532人の住民のうち9,288人がドイツ語、1,466人がロマンシュ語、677人がイタリア語話者で、また宗教では7,561人がプロテスタント、3,962人がローマカトリックであった。
市域は標高600 メートル前後のところから1,800 メートル前後のところまで高度の変化がかなりあり、クール近郊の、オールドタウンからアクセスできる山であるブラムブリュエシュ（Brambrüesch）は2,174 メートルの高さがある。
クールの泉の水は、パスガー（Passugger）というミネラルウォーターとして販売・輸出されている。

## 観光

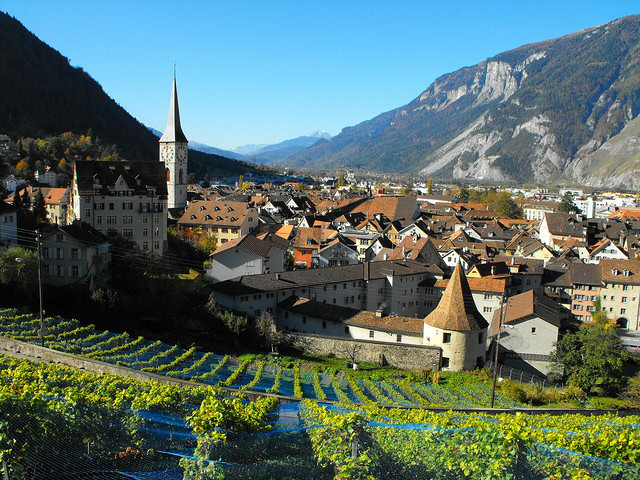

新市街は西側に、歴史的な建造物を全て含む旧市街は東側に位置している。旧市街にはザンクト・ルツィウス（St. Luzius）の大聖堂がある。この教会はクールの後援者で、2世紀のイギリスの王であるLuciusのことと思われているが、実際のところこの名前はおそらくLucius of Cyreneとラエティアを征服したローマの将軍Lucius Munatius Plancusとの間の混乱で生じた名前だと思われる。
さらに古い教会の位置に1178年から1282年に掛けて建てられ、多くの奇妙な中世の骨董品を、特にその聖具室内に所有しており、アンゲリカ・カウフマン（Angelica Kaufmann）による絵も所蔵し、さらにグラウビュンデンの偉大な政治指導者であるイェルク・イェナッチュ（Jörg Jenatsch）の墓もある。反対側には司教宮殿があり、あまり遠く離れていない場所に6世紀の修道院の跡に建てられた神学校がある。これらの古い建築物からあまり離れていない場所に新しいラエティア博物館があり、ラエティアに関連する物品のコレクションがある。これには、ベネディクト会のディゼンティス・アベイ修道院（Disentis Abbey）の修道士、Placidus a Spescha（1752年 - 1833年）がライン川源流地域周辺の高地積雪地帯を探検して集めた地質学のコレクションが含まれている。クールの病院の中の1つは有名なカプチン会の慈善活動家、Theodosius Florentini神父（1808年 - 1865年）によって設立された。彼はクールのローマ研究家でもあり、遺骸は1906年に大聖堂からシュヴィーツ近郊のインゲンボール（Ingenbohl）へと移された。イェナッチュの遺骸が置かれたローマゴシックの大聖堂にはかなり興味深い納骨室があり、アルブレヒト・デューラーとハンス・ホルバインによる素晴らしい絵がある。
他にこの町では、この町生まれのスイスの芸術家、H・R・ギーガーの設計によるギーガー・バー（Giger Bar）や、旧市街、アートギャラリー、自然博物館などが観光地である。

## 交通

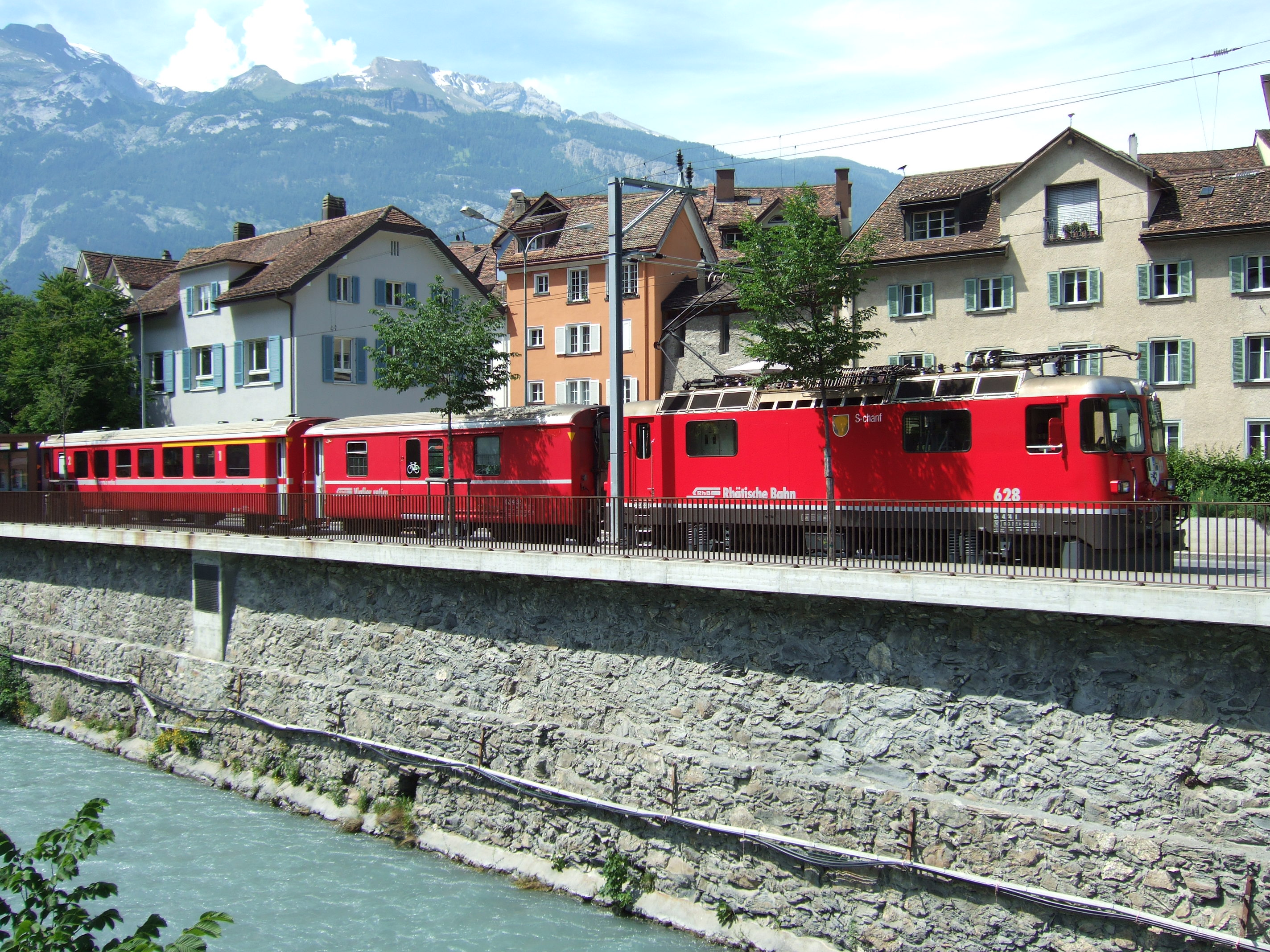

クールはイタリアからのアルプス山脈を越える峠道の集まる地点で、ルクマニア峠（Lukmanier Pass）、シュプリューゲン峠（Splügen Pass）、サン・ベルナルディノ峠（San Bernardino Pass）などがある。またエンガディン地方からのアルブラ峠（Albula Pass）、ユリア峠（Julier Pass）を越える道もここに集まる。このためここは地域の商業の中心であり、特にイタリアのヴァルテッリーナからのワインが取引されているが、この地自体には工場はあまりない。
クールはチューリッヒから鉄道で74 キロメートルの位置にある。クールの駅にはスイス連邦鉄道（スイス国鉄）とレーティッシュ鉄道の路線が乗り入れている。スイス国鉄はスイス全土をカバーしているが、グラウビュンデン州内の鉄道の多くはレーティッシュ鉄道により営業されている。
鉄道駅の近くにはバスターミナルも存在する。
クールはスイスの高速道路A13でも結ばれている。

## 歴史

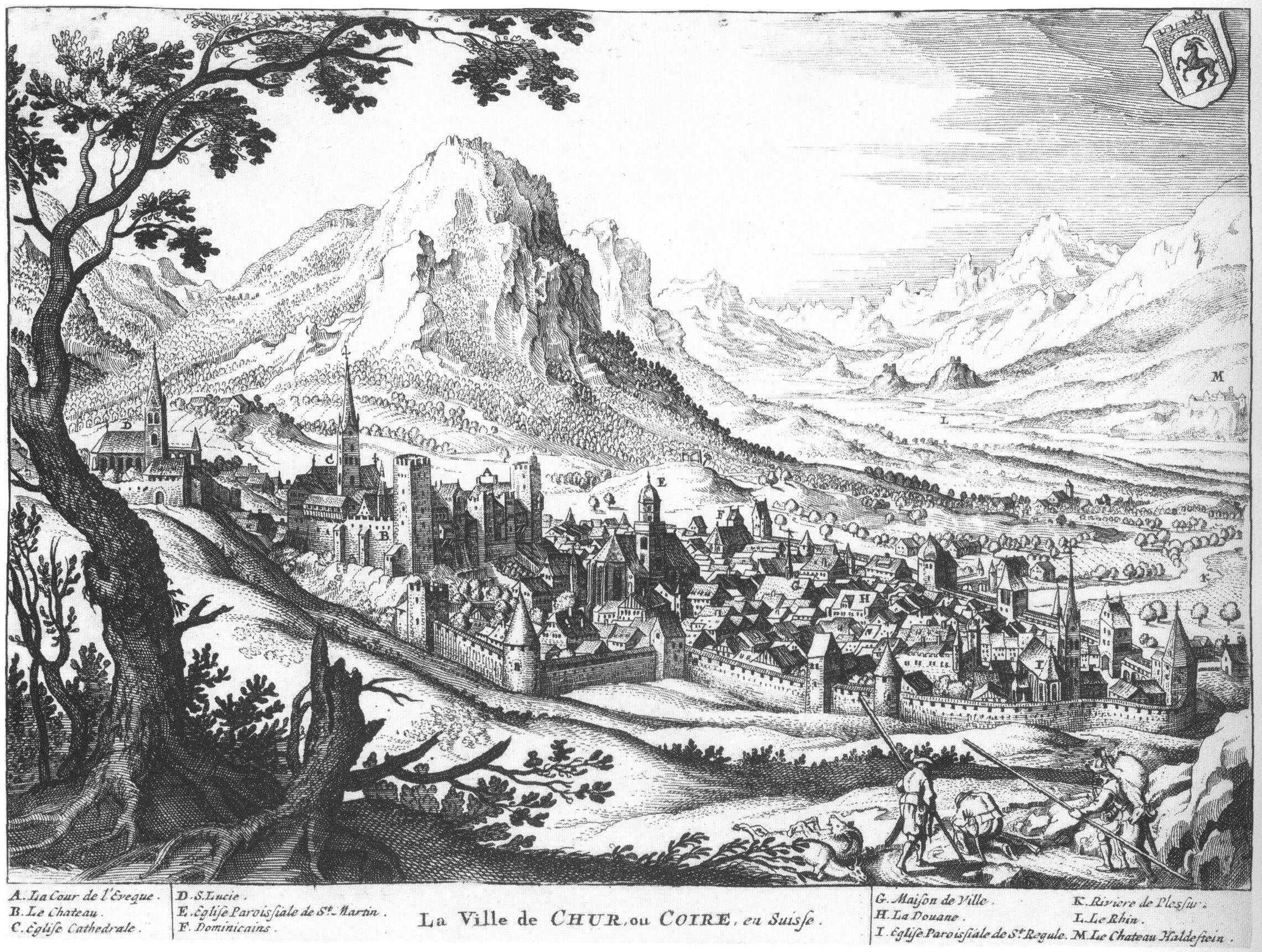
マテウス・メーリアンによる1642年のクール

クールはクール司教の所在地であり、またグラウビュンデン州の州都で、州内で人口が最も多い自治体でもある。クールにおける居住の考古学的な痕跡は、紀元前3900年から3500年頃のフィン文化（Pfyn culture）まで遡り、これはクールはスイスでもかなり古い時代から人が住んでいた場所であることを示している。クールの町は戦略的にとても重要な位置にあり、アルプス山脈を越えて来るいくつかの重要なルートがここに集まり、またここからライン川に沿ってスイスやドイツのいくつもの目的地へと道が分かれていく。
現代のクールという地名は、この地がローマ帝国の陣地であった頃のラテン語のCuria Raetorumから取られている。後にクールは紀元前15年にローマの属州であるラエティアの州都となった。クールは、「アントニヌス・アイティネラリー」（Antonine Itinerary）や、パウルス・ディアコヌスのランゴバルド史（Historia Langobardorum）の中で言及される程度の、中程度の重要性であった。
1400年頃から1797年までの、グラウビュンデンにおける三同盟自由国の時代には、クールはゴッテスハウス同盟（Gotteshausbund、「神の家の同盟」）の中心都市で、また同盟間の会合が定期的に開かれる場所の1つでもあった。
クールの領主司教（prince bishop）は19世紀のはじめまで、グラウビュンデン州、グラールス州、チューリッヒ州、ウーリ州、シュヴィーツ州、ウンターヴァルデン州（現在のニトヴァルデン準州とオプヴァルデン準州）、ルツェルン州とリヒテンシュタインに対して管轄権を持っていた。クールの町のギルド組織は1465年から1839年まで続き、さらに1874年には属人的な共同体であるブルガーゲマインデ（Burgergemeinde）が地域共同体であるアインヴォーナーゲマインデ（Einwohnergemeinde）になった。
1803年にグラウビュンデン州がカントンになった時、クールはその州都として選ばれた。

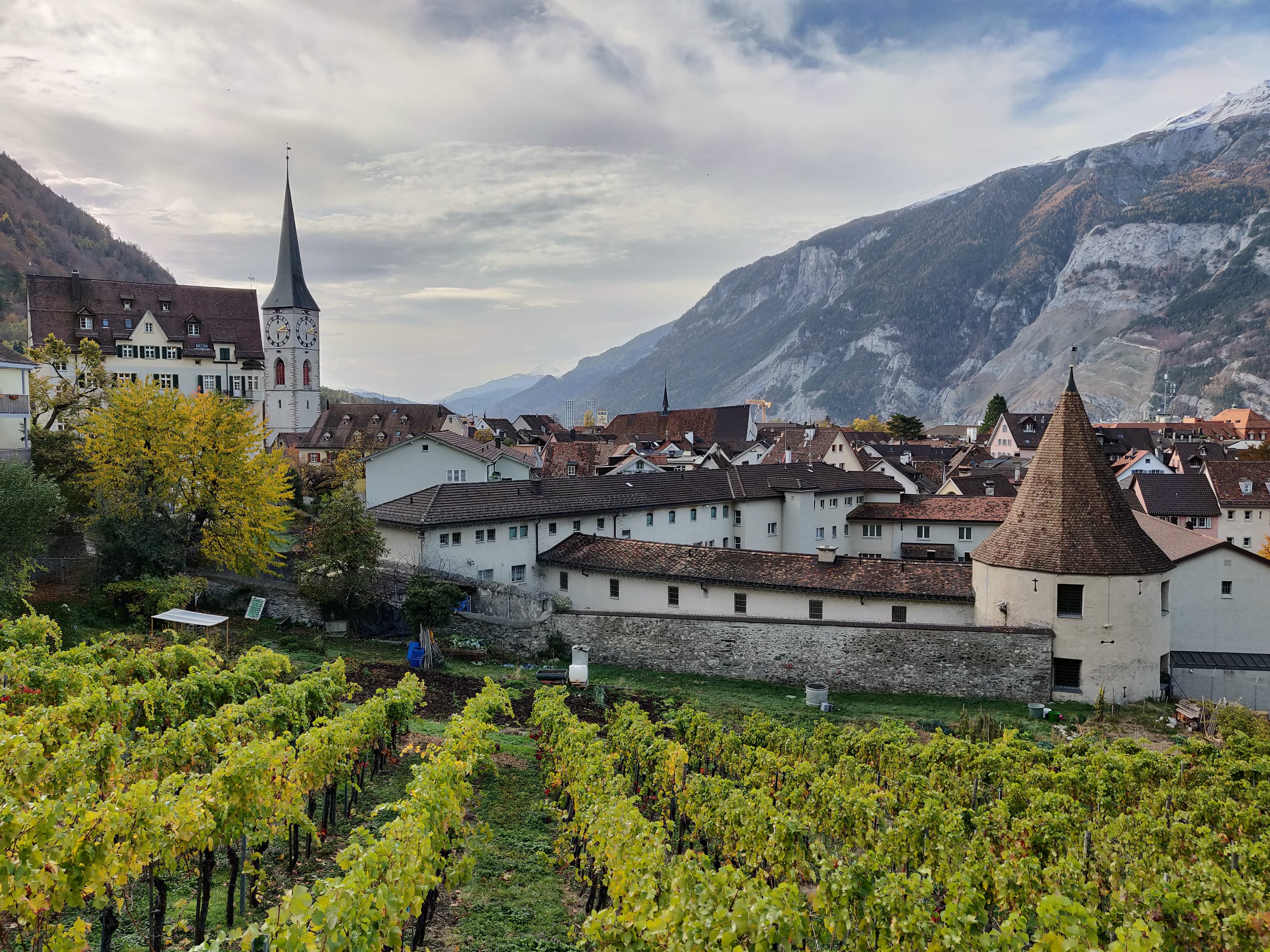

## 教会と領主司教の歴史
現代のカトリック教会のクール教区は、グラウビュンデン州、グラールス州、チューリッヒ州、ウンターヴァルデン州、ウーリ州で構成されている。リヒテンシュタインも1997年まではクール教区の管区であったが、教皇の布告により分割されて、独立したファドーツ/リヒテンシュタイン大司教区となり、それまでのクール司教でリヒテンシュタイン出身であったヴォルフガング・ハース（Wolfgang Haas）が初代の大司教となった。
クール司教は、St. Asimo司教がミラノ公会議に出席した451年/451年に初めて文献に現れるが、おそらくそれより1世紀前には既に存在していたものと思われる。司教区は当初ミラノの管轄で、後に843年にマインツへ移管された。中世から近世初期までのその範囲は、今日イタリアに含まれるヴェノスタ峡谷とそこにあるメラーノを第2の中心として含み、さらに今日のオーストリアになるフォラールベルク（Vorarlberg）、またリント川（Linth river）の峡谷をチューリッヒ湖の南端まで含んでいた。
クール司教は7世紀から15世紀まで、地域の世俗の統治者としても重要で、その支配権が1450年頃からグラウビュンデン三同盟自由国を形成することになる共同体同盟の1つである、ゴッテスハウスブントを形成する骨格となった。1524年と1526年の2回にわたるイランツ条項（Ilanz Articles）で、三同盟自由国は司教の政治的な支配を拒絶したが、後に司教はこの条項を拒絶して政治的な力を再び主張しようとした。近代初期まで、司教は神聖ローマ帝国の諸侯であり続けたが、滅多に国会に出席することはなかった。宗教改革中には、管区内のドイツ語、ロマンシュ語、イタリア語人口のかなりの部分が改革派となったが、特にヴェノスタ峡谷を中心に多くの人口がカトリックにとどまった。
ヨハネ・パウロ2世の意を受けた保守的な立場をとる教区のかなりの数のカトリック信者の理解を得て、1990年にヴォルフガング・ハースがクール司教に任命されると、彼が初代リヒテンシュタイン大司教に任命される1997年まで、教区内に数年にわたってかなりの反対を引き起こした。
何人かの聖人と並外れた人々がクール教区の栄光に貢献している。歴代司教のうち4人が列聖している。450年頃のSt. Asimo、530年-548年のSt. Valentinian、760年のSt. Ursicinus、1151年から1160年のSt. Adalbertである。1621年のオーストリア軍による占領期に、地域のプロテスタント信者を転向させるために派遣されたカプチン会神父であるFidelis von Sigmaringenは、教区内のゼーヴィス（Seewis）の村で1622年に殉教した。
1906年にミュンヘンで発行されたKirchliches Handlexikonによれば、教区内のカトリック人口は248,887人であるのに対して、非カトリック人口は431,367人であった。

## 友好都市
- バート・ホンブルク、ドイツ
- モンドルフ＝レ＝バン、ルクセンブルク
- カブール、フランス
- マイルホーフェン、オーストリア
- オウレイト、アメリカ合衆国
- テッラチーナ、イタリア